# Odontotrypes medvedevi
Odontotrypes medvedevi är en skalbaggsart som beskrevs av Nikolajev 1998. Odontotrypes medvedevi ingår i släktet Odontotrypes och familjen tordyvlar. Inga underarter finns listade i Catalogue of Life.